# Eukoenenia audax
Espèce
Eukoenenia audax est une espèce de palpigrades de la famille des Eukoeneniidae.

## Distribution
Cette espèce est endémique du Goiás au Brésil. Elle se rencontre dans la grotte Gruta Cabeceira d'Água à Nova Roma.

## Publication originale
- Souza, Mayoral & Ferreira, 2020 : « A new troglobitic palpigrade from Central Brazil, with notes on a new opisthosomal character (Arachnida: Palpigradi). » Zootaxa, no 4869(4), p. 493-514.